# Pokrovskoe-Strešnevo
Il quartiere Pokrovskoe-Strešnevo (in russo Район Покровское-Стрешнево?) è un quartiere di Mosca sito nel Distretto Nord-occidentale.
Insieme a Severnoe Tušino e Južnoe Tušino è uno dei tre quartieri in cui, successivamente alla riforma amministrativa del 1991, è stato suddiviso il territorio di Tušino, centro abitato incluso nel territorio di Mosca nell'agosto del 1960.
Nel quartiere si trova l'Otkrytie Arena, stadio che ha ospitato alcune partite del Campionato mondiale di calcio 2018.